# Мейпл-Веллі (Вашингтон)
Мейпл-Веллі (англ. Maple Valley) — місто (англ. city) в США, в окрузі Кінг штату Вашингтон. Населення — 28 013 особи (2020).

## Географія
Мейпл-Веллі розташований за координатами 47°22′2″ пн. ш. 122°2′5″ зх. д. / 47.36722° пн. ш. 122.03472° зх. д. (47.367147, -122.034815).  За даними Бюро перепису населення США в 2010 році місто мало площу 15,28 км², з яких 14,82 км² — суходіл та 0,47 км² — водойми.

## Демографія
Згідно з переписом 2010 року, у місті мешкали 22 684 особи в 7679 домогосподарствах у складі 6159 родин. Густота населення становила 1484 особи/км².  Було 7997 помешкань (523/км²).
Расовий склад населення:
| - 85,8 % — білих - 4,5 % — азіатів - 2,1 % — чорних або афроамериканців - 0,5 % — корінних американців - 0,4 % — вихідців з тихоокеанських островів - 1,7 % — осіб інших рас |

До двох чи більше рас належало 5,0 %. Частка іспаномовних становила 5,7 % від усіх жителів.
За віковим діапазоном населення розподілялося таким чином: 32,3 % — особи молодші 18 років, 61,1 % — особи у віці 18—64 років, 6,6 % — особи у віці 65 років та старші. Медіана віку мешканця становила 34,2 року. На 100 осіб жіночої статі у місті припадало 97,8 чоловіків;  на 100 жінок у віці від 18 років та старших — 94,0 чоловіків також старших 18 років.
Середній дохід на одне домашнє господарство  становив 108 266 доларів США (медіана — 100 443), а середній дохід на одну сім'ю — 118 192 долари (медіана — 107 338). Медіана доходів становила 80 609 доларів для чоловіків та 58 594 долари для жінок. За межею бідності перебувало 4,4 % осіб, у тому числі 5,1 % дітей у віці до 18 років та 5,6 % осіб у віці 65 років та старших.
Цивільне працевлаштоване населення становило 11 916 осіб. Основні галузі зайнятості: освіта, охорона здоров'я та соціальна допомога — 19,2 %, виробництво — 15,2 %, роздрібна торгівля — 13,2 %, науковці, спеціалісти, менеджери — 12,6 %.